# Todd Scully
Clark Todd Scully (* 13. September 1948 in Princeton, New Jersey; † 6. September 2021 in Big Island, Virginia) war ein US-amerikanischer Geher.

## Leben
Todd Scully studierte in den 1960er Jahren Chemie am Lynchburg College, wo er 1970 einen Abschluss machte. 1975 besuchte er erneut das College und machte einen Abschluss als Sportlehrer. Er ist Mitglied in der Sports Hall of Fame der Universität.
Bei den Olympischen Spielen 1976 in Montreal belegte Scully im 20-km-Gehen den 29. Platz. Drei Jahre später gewann er über die gleiche Distanz bei den Panamerikanischen Spielen in San Juan die Bronzemedaille. Vorlauf aus. Zudem nahm Scully an fünf Weltmeisterschaften teil. Eine zweite Olympiateilnahme 1980 blieb ihm trotz Nominierung wegen des Olympiaboykotts der Vereinigten Staaten verwehrt.
Am 6. September 2021 starb Scully bei einem Autounfall mit einem Traktor im Alter von 72 Jahren.